# 吉列尔莫·拉索
吉列尔莫·阿尔韦托·圣地亚哥·拉索·门多萨（西班牙語：Guillermo Alberto Santiago Lasso Mendoza，1955年11月16日—）是一名厄瓜多尔商人和政治人物，前厄瓜多尔总统。他是2021年大选的候选人之一，击败了安德烈斯·阿劳斯。他曾在2013年和2017年竞选总统。在2017年的选举中，他与时任副总统利寧·莫雷諾进入决胜阶段，但以微弱劣势输掉了选举。
拉索曾在1999年哈米尔·马瓦德担任总统期间短暂担任经济部长。他曾于1998年至1999年担任瓜亚斯省省长。除了政治生涯，拉索还是一名银行家，此前曾担任瓜亚基尔银行的首席执行官。
作为一个以自由主义者自居的人，他的公共议程包括古典自由主义观点，如捍卫权力划分以限制政府和基本权利。他还表达了支持减税的观点，是自由市场的倡导者。

## 商业生涯
20世纪90年代，可口可乐公司在厄瓜多尔破产，拉索被任命为该地区的运营主管。在这个职位上，拉索的任务是重组公司，使其恢复财务健康。从那以后，他先后担任可口可乐公司和马韦萨公司的董事会成员，并担任瓜亚斯运输委员会的董事会主席和安第斯发展公司的董事会成员。
1994年，拉索成为瓜亚基尔银行的首席执行官。在任职期间，他创立了巴里奥银行项目，这是一项社区银行倡议，吸引当地店主作为世行在规划和战略方面的经济合作伙伴。美洲开发银行认为该项目是基层银行渗透战略的一个进步。2012年，他辞去了执行总裁一职。拉索还是巴里奥基金会的创始人。

## 早期政治生涯
1998年，拉索被任命为瓜亚斯省省长，在此期间，国家政府对公共公司和工业进行了大规模私有化。
1999年，厄瓜多尔经历了经济崩溃，拉索被临时任命为新设立的“超级经济部长”，取代了辞职的安娜·卢西亚·阿米乔斯。作为财政部长，他曾在总统哈米尔·马瓦德手下任职，并负责了与国际货币基金组织的谈判，以获得经济支持。他还肩负着协调政府政策以应对国家经济危机的任务。

## 总统选举

### 2013年

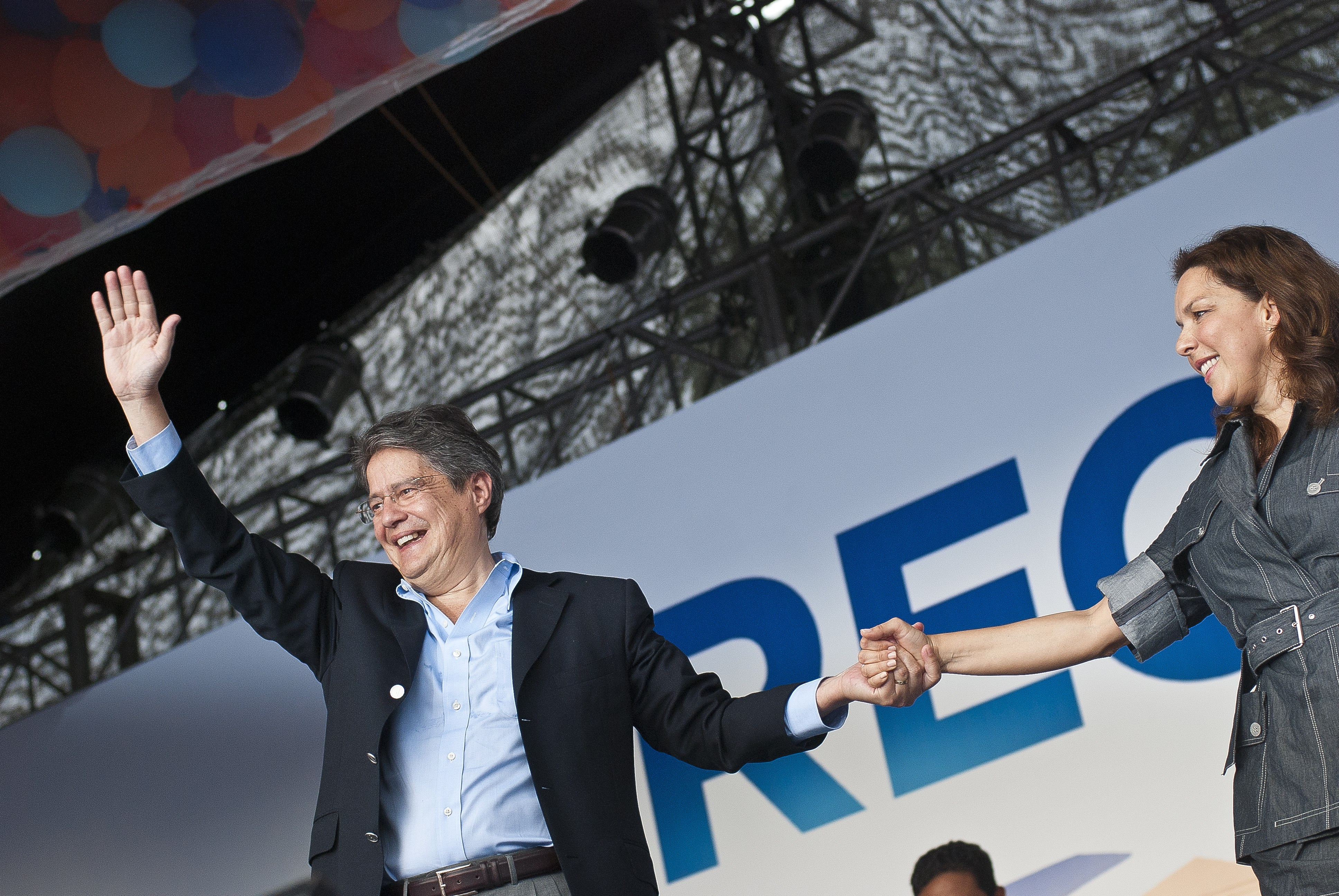
2013年大选期间的拉索

在2013年的大选中，他是他创建的“创造机会党”的总统候选人。他以22.68%的有效选票位居第二，败给了现任总统拉斐尔·科雷亚，后者获得的有效选票是这一数字的两倍多(57.17%)。通过一家以拉索名字首字母命名的信托公司GLM，拉索是瓜亚基尔银行最大的股东，他在瓜亚基尔银行担任执行总裁已有20多年。

### 2017年

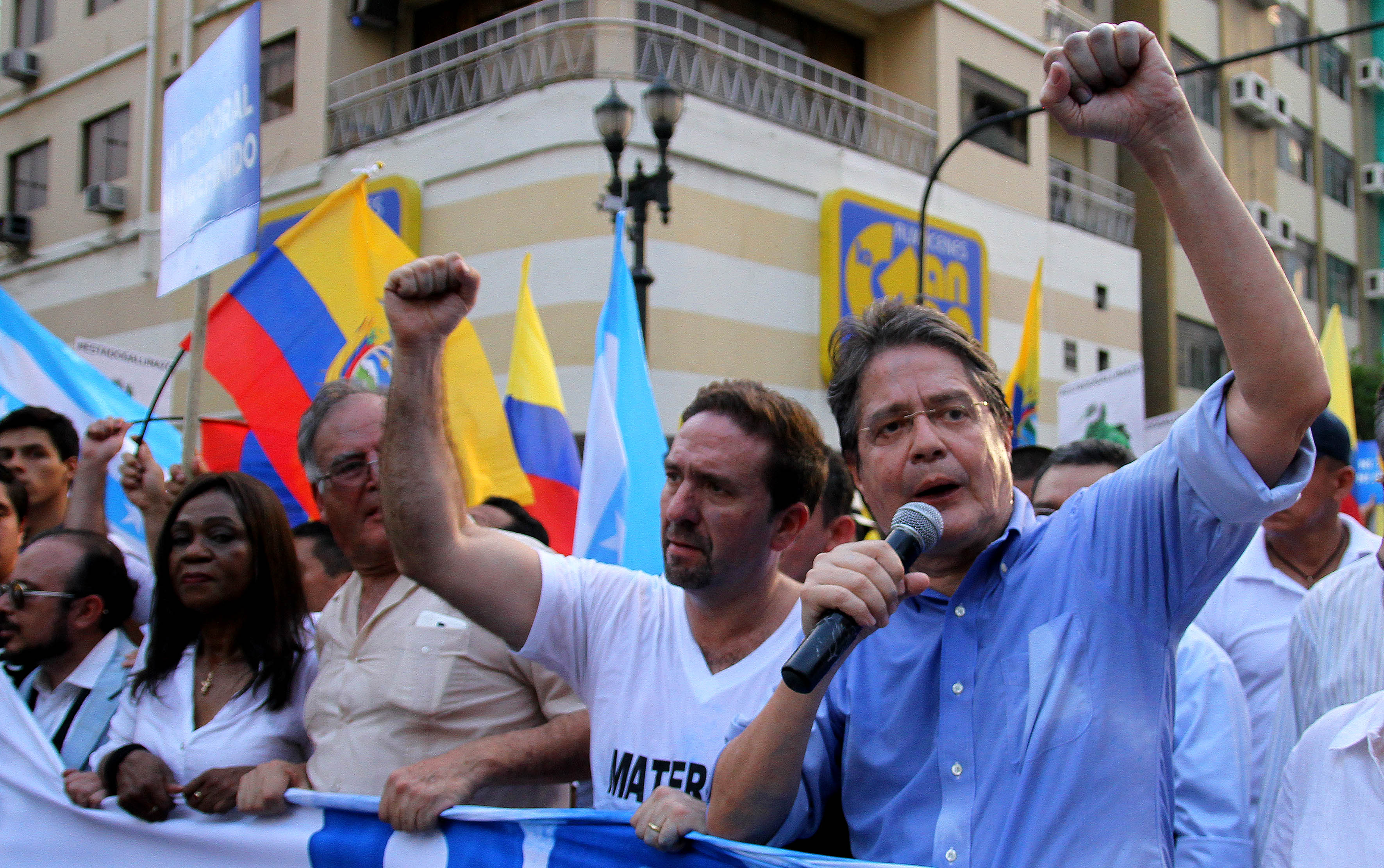
2015年瓜亚基尔游行期间的拉索

2017年初，拉索发起了他的第二次总统竞选活动，希望在2017年总统选举中接替现任总统科雷亚，他代表了保守派的创造机会党。他的竞选主题是“改变”，他承诺为厄瓜多尔创造100多万个就业机会。拉索获得48.84%的选票，输给了利寧·莫雷諾。在选举结果公布后，拉索指责他的对手选举舞弊，称即将上任的政府“不合法”。2017年2月，拉索在接受一家英国报纸采访时表示，如果他赢得总统选举，他将“诚恳地要求”维基解密创始人朱利安·阿桑奇在30天内离开厄瓜多尔驻伦敦大使馆。

### 2021年
拉索在2021年大选中再次作为候选人参选。在第一轮投票中，拉索略落后于土著权利活动家雅库·佩雷斯·瓜塔姆贝尔，但最终获得了足够多的选票，以微弱优势获得第二名。拉索将面对社会主义者和拉斐尔·科雷亚的盟友安德烈斯·阿劳兹。他在4月的决选中击败了阿劳兹，许多新闻媒体都注意到厄瓜多尔选民的保守倾向。拉索的胜利也被视为该国自由市场倡导者的胜利。

## 总统生涯
在2021年4月获胜后，拉索于2021年5月24日就任厄瓜多尔第47任总统。
2023年4月，他通過法令授權平民在街道和公共場所攜帶武器。該決定未經議會辯論或與代表機構協商的情況下宣布，遭社會不少人士反對。該國主要的土著組織厄瓜多尔土著民族联合会認為此是“不負責任”，並擔心出現像哥倫比亞般的右翼準軍事民兵組織。有組織要求政府放棄該法令。
同年5月17日，總統辦公室法令指拉索「由於嚴重的政治危機和全國騷亂」解散國民議會，下令提前舉行立法和總統選舉。此為厄瓜多總統首次解散立法機關。拉索指，彈劾程序是幾十年來第一次針對厄瓜多總統的彈劾程序是出於政治動機，並引發威脅民主的嚴重危機，認為解散是必要。拉索要求全國選舉委員會召開新選舉。此前一天，反對派人士就他涉嫌腐敗展開彈劾程序，指控他無視與國有石油運輸公司之合同有關的貪污警告，總統其後否認指控。

## 政治立场
套用吉列尔莫·拉索自己的话来说，“生活让他变得自由”。然而，当被问及他是否认同这个词时，他回答说，他不把自己放在任何意识形态中，而是相信“好想法”。同样的，当被问及他是左派还是右派时，他也回答了这个问题。他的公共议程包括经典的自由主义观点，如捍卫权力分割以限制政府和基本权利，如新闻自由。

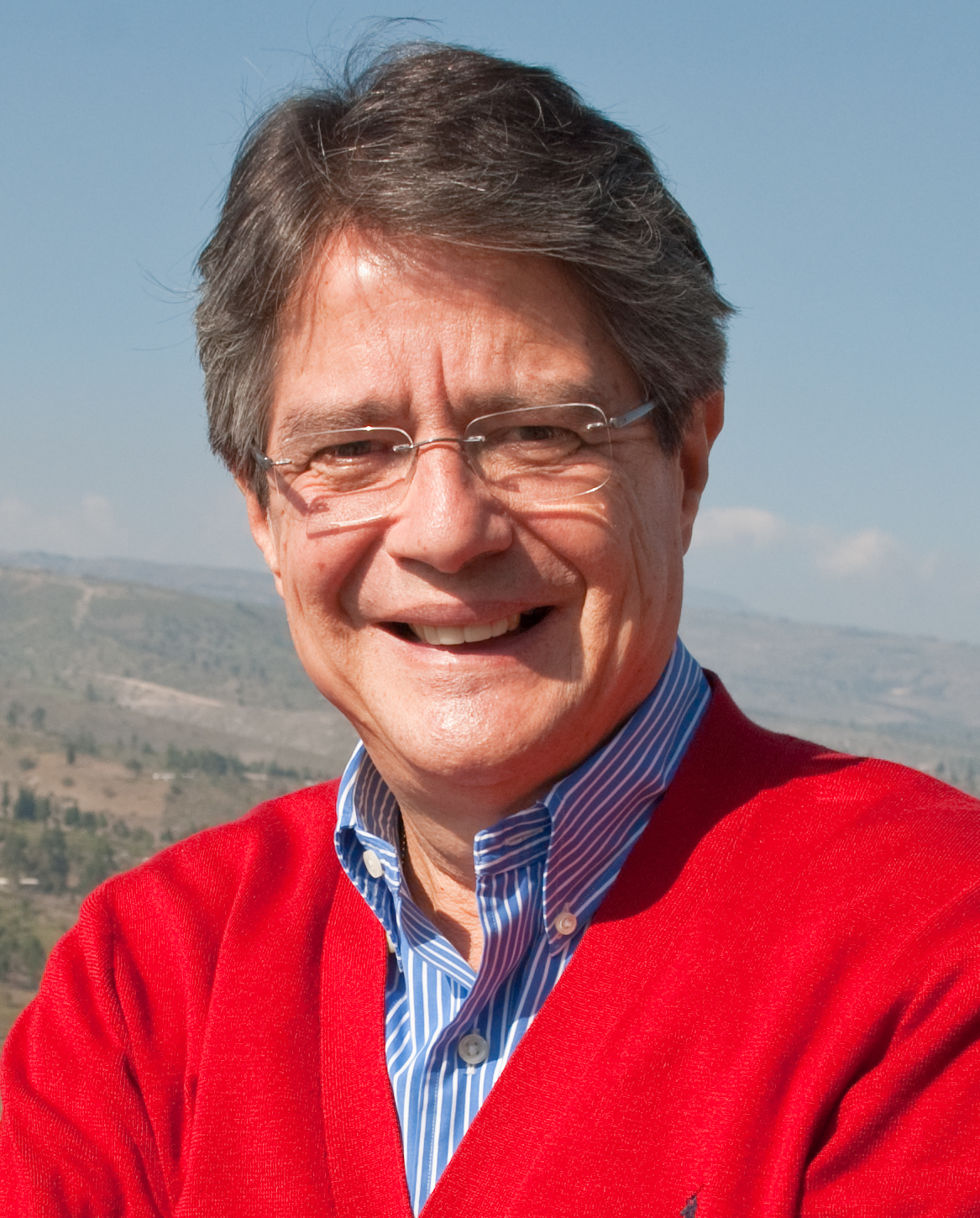
2013年的拉索

他还表示支持减税、降低国家债务和最低工资，并宣布了提高私营部门生产率和就业的目标。关于资本外流税，他认为这实际上是一种资本收入税，并承诺如果他当选总统，至少要取消九种税。拉索还被指控支持将最低工资从2020年的每月400美元降至每月120美元，然而这句话断送了他在2020年3月大流行期间接受的一次采访，同时他还建议让企业招聘失业的贫困单身母亲，这样她们至少可以获得一些收入。
吉列尔莫·拉索宣称自己是何塞·玛丽亚·阿斯纳尔无声的革命崇拜者，这是西班牙政府前首相实施的一系列改革。在对外贸易方面，他说他赞成扩大与厄瓜多尔主要伙伴美国和欧洲联盟的贸易开放，以便本国生产者有更多的出口机会。

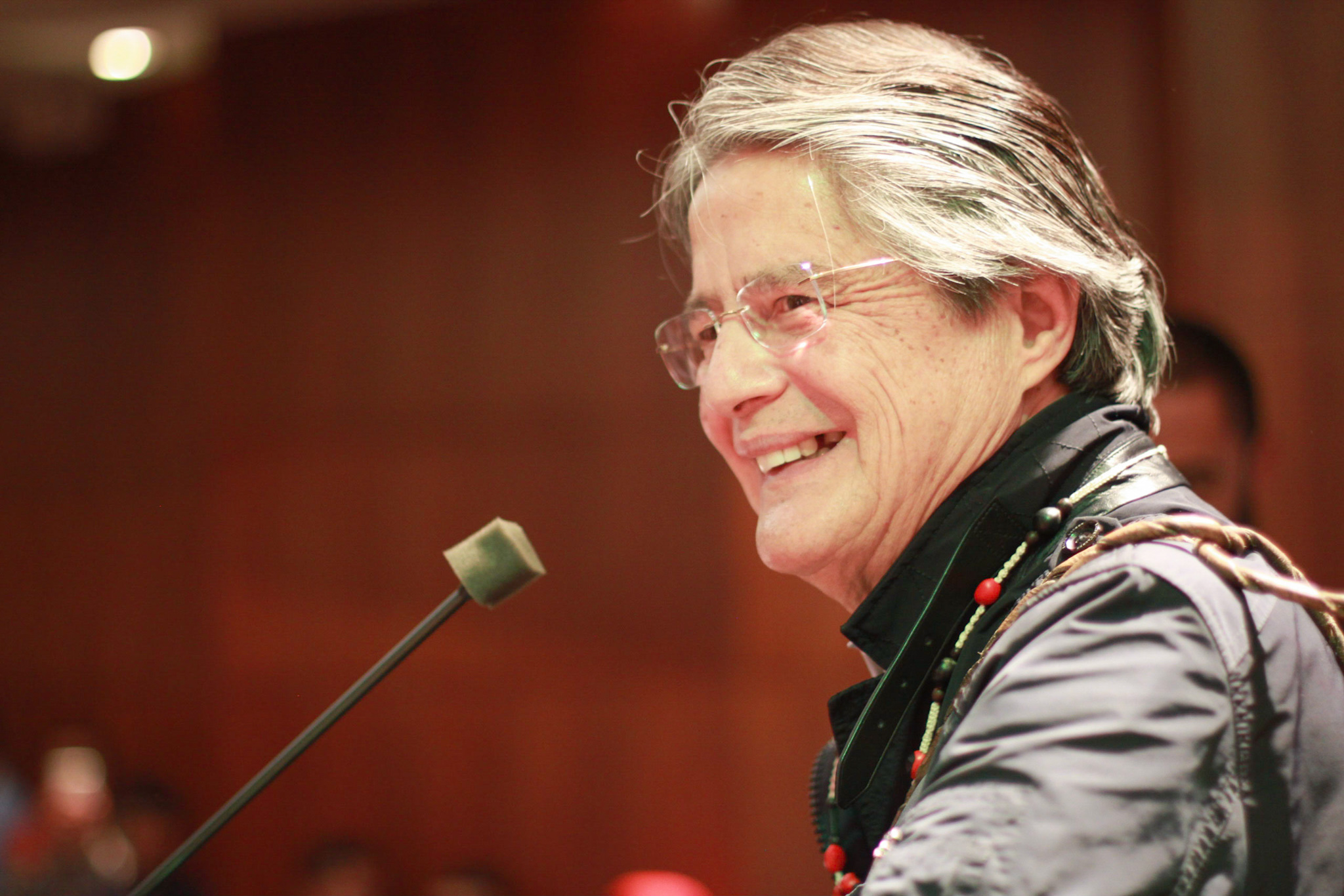
在2017年第一轮选举前的一次选举活动上

吉列尔莫·拉索是主业会的兼职人员。在堕胎问题上，他曾笼统地表示，他“从怀孕开始就相信生命，这是一个我不会改变的原则”。关于斗牛和斗鸡，他说，虽然他没有这些爱好，但他也不想把自己的爱好强加给别人。在其他问题上，比如同性婚姻，他说他支持允许公民结合，但区别于传统婚姻。在移民问题上，他建议对那些有犯罪记录的人进行控制，但要为出于旅游、投资或人道主义原因的外国人入境提供便利。在毒品合法化问题上，他坚持认为，面对打击毒品战争的失败，有必要进行一场全国性的辩论来提出替代方案。在环境保护问题上，他声明他将保持亚马逊保护区不开采石油。还宣称自己是委内瑞拉和古巴推动的21世纪社会主义的敌人，这两个国家的厄瓜多尔分会认同拉斐尔·科雷亚领导的公民革命。拉索把超国家组织美洲玻利瓦尔联盟称为“第三世界帝国”。为了回应吉列尔莫·拉索对厄瓜多尔政府反资本主义言论和措施的批评，总统科雷亚和其他官员以及主权祖国联盟运动成员质问他，把他描绘成2007年执政党执政之前统治厄瓜多尔的政治力量的代表，并指出拉索的税收建议对国家预算不负责任。此外，厄瓜多尔总统拉斐尔·科雷亚声称拉索在1999年的厄瓜多尔金融危机中也有参与。

## 著作
2011年，拉索出版了《给孩子们的信》一书，书中包含了他在商界工作期间学到的经验，并对厄瓜多尔的经济发展提出了一些建议。在他的观点中，拉索讨论了在国家经济的部分领域拥有更大主权的必要性。这本书提倡厄瓜多尔政府制定政策，为其公民创造更多的经济机会。西班牙前首相何塞·玛丽亚·阿斯纳尔在出版后不久表示，这本书对发展需要什么有重要的见解。在新书发布活动中，厄瓜多尔前总统古斯塔沃·诺沃亚和其他国家政界人士都出席了活动，表示对该项目的支持。在这本书出版后，拉索发表了政策演讲，并将书中的计划作为总统政治竞选的基础。2012年，他出版了《另一个厄瓜多尔是可能的》一书。

## 个人生活
拉索生于瓜亚基尔，毕业于圣何塞·拉萨尔高中。